# Zeverdegān
Zeverdegān (persiska: شَهرَكِ زِوِردِگان, Shahrak-e Zeverdegān, زوردگان) är en ort i Iran.   Den ligger i provinsen Chahar Mahal och Bakhtiari, i den centrala delen av landet, 400 km söder om huvudstaden Teheran. Zeverdegān ligger 2 275 meter över havet och antalet invånare är 575.
Terrängen runt Zeverdegān är huvudsakligen kuperad, men söderut är den bergig. Runt Zeverdegān är det ganska tätbefolkat, med 62 invånare per kvadratkilometer. Närmaste större samhälle är Gahrū, 4,5 km nordost om Zeverdegān. Trakten runt Zeverdegān består i huvudsak av gräsmarker.